# Livanátes
Livanátes (Livanates) är en ort i Grekland.   Den ligger i prefekturen Fthiotis och regionen Grekiska fastlandet, i den centrala delen av landet, 100 km nordväst om huvudstaden Aten. Livanátes ligger 54 meter över havet och antalet invånare är 2 559.
Terrängen runt Livanátes är kuperad åt sydväst, men österut är den platt. Havet är nära Livanátes åt nordost. Runt Livanátes är det ganska glesbefolkat, med 34 invånare per kvadratkilometer. Närmaste större samhälle är Atalánti, 8,0 km sydväst om Livanátes. 